# Breakers de Boston
Maillots
Dernière mise à jour : 19 septembre 2013.

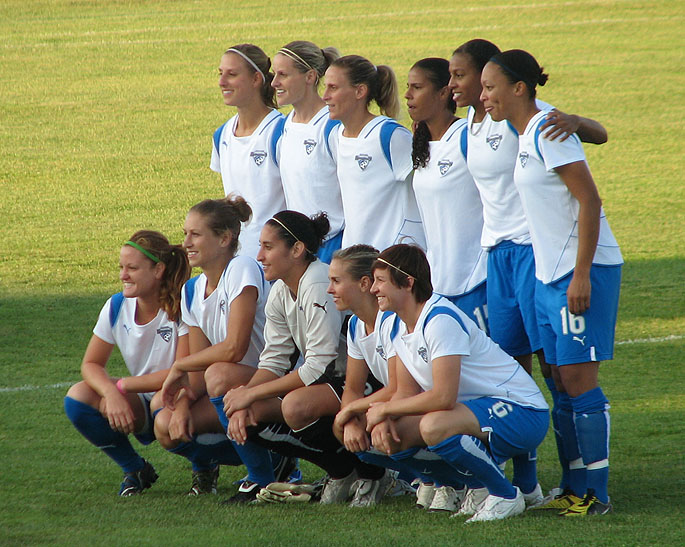
Le onze partant en 2009

Les Breakers de Boston (Boston Breakers en anglais) étaient un club franchisé de soccer féminin professionnel américain basé dans la ville de Boston, dans le Massachusetts. Le club était détenu et dirigé par l'américain Andy Crossley. Les Breakers ont participé au championnat de la Women's Professional Soccer de 2009 à 2011, jouant leurs matchs au Harvard Stadium. Pour la saison 2013, le club évolue dans la National Women's Soccer League (NWSL). Ses matchs à domicile étaient joués au Dilboy Stadium (capacité de 2 000 sièges) situé à Somerville dans la banlieue de Boston.
Le club est dissous en janvier 2018.

## Histoire
La première version des Breakers de Boston fut fondée en l'an 2000 et a participé au défunt championnat de la Women's United Soccer Association entre 2001 et 2003. L'équipe fut même sacrée championne de la saison régulière en 2003, mais battue en demi-finale des play-offs aux tirs au but par Washington Freedom. Mais ses activités ont été suspendues le 15 septembre 2003, à la suite de la cessation d'activité de la WUSA pour raisons financières.
Avec l'annonce de la formation du nouveau championnat professionnel durant l'année 2007, la franchise de Boston a été remise en fonction dès le mois d'avril. Le mois suivant, Joe Cummings a été nommé président et directeur général, puis en septembre Tony DiCicco a été nommé le premier entraîneur du club. La franchise sera officiellement dévoilée le 26 octobre 2008, reprenant le nom originel de Breakers de Boston.
Le 16 septembre 2008, lors du draft initial organisé par la WPS, constitué uniquement de joueuses internationales américaines, Angela Hucles, Kristine Lilly, Heather Mitts et Amy Rodriguez ont vu leurs droits alloués au club et sont donc les premières à défendre les couleurs du club. La semaine suivante, lors du draft international, la brésilienne Fabiana et les anglaises Alex Scott et Kelly Smith le rejoignent par la suite.

## Parcours en Women's Professional Soccer

### Saison 2009
Les Breakers jouent leur premier match de championnat de son histoire le 5 avril 2009 à l'extérieur au Buck Shaw Stadium de Santa Clara, en Californie, contre le FC Gold Pride, devant 6 459 spectateurs, pour une défaite 2-1. Eriko Arakawa ouvrit le score pour les joueuses de la Bay Area à la 16e minute de jeu sur une passe décisive de Tiffany Weimer, Boston a ensuite égalisé par Kelly Smith sur une passe de Stacy Bishop à dix minutes de la fin, puis Tiffeny Milbrett offrit la victoire pour les locaux dans les arrêts de jeu.
La suite de la saison fut tout autant laborieuse, mais l'équipe échouera seulement à 1 point de la qualification des play-offs, terminant cinquième de la saison régulière, juste derrière Sky Blue FC et 5 points devant Chicago Red Stars. La franchise remporte sept matchs, concède le nul à 4 reprises, mais perd 9 fois sur un total de 20 rencontres, terminant avec 25 points au compteur.

### Saison 2010
Contrairement à l'année précédente, la franchise de Boston décroche plus aisément une qualification pour les play-offs du championnat WPS, directement en demi-finale, en terminant deuxième de la saison régulière, à 17 points du champion Gold Pride et 2 points devant Philadelphia Independence, avec 36 points au total, ayant un bilan de 10 victoires, 6 nuls et 8 défaites.
Le 23 septembre 2010, lors de la demi-finale des play-offs, les Breakers reçoivent Philadelphia Independence, troisième de la saison régulière, au Soldiers Field Soccer Stadium à l'Université Harvard dans le Massachusetts. Après un score de parité à l'issue du temps réglementaire, après des buts de Lauren Cheney sur une passe de Kristine Lilly à la 22e minute pour Boston et de Caroline Seger sur une passe décisive d'Amy Rodriguez sept minutes plus tard pour Philadelphie, les joueuses locales craquent par une réalisation de Danesha Adams, sur une autre passe de Tina DiMartino à la 103e minute des prolongations.

### Saison 2011
Affligés par plusieurs blessures, les Breakers terminent 4e en saison régulière (5-9-4) et participent de justesse aux séries éliminatoires. Elles sont cependant éliminés au premier tour par le magicJack (match 3–1 du 17 août 2011).

## Parcours en Women's Premier Soccer League

### Saison 2012
Après la cessation des activités de la WPS, les Breakers annoncent que l'équipe sera en compétition dans le Ligue WPSL Elite pour la saison 2012,. Cette nouvelle ligue de la Women's Premier Soccer League regroupe pour la saison 2012 des clubs de l'ancienne Women's Professional Soccer (WPS) américaine avec quelques-uns des meilleurs clubs de la WPSL. Cette nouvelle ligue n'a pas de restrictions sur les types de joueurs, qu'elles soient professionnelles ou amateurs.
Lors de la phase régulière, avec une fiche de 12 victoires et 4 défaites, les Breakers de Boston terminent en tête et deviennent les premières championnes de la saison régulière. En séries éliminatoires par contre, les Breakers sont éliminés dès le premier tour par une défaite de 3-1 aux mains des Red Stars de Chicago,.

## Bilan général
| Année | Ligue                          | Saisons régulières                | Séries éliminatoires                      |
| ----- | ------------------------------ | --------------------------------- | ----------------------------------------- |
| 2009  | Women's Professional Soccer    | Termine 5e                        | Ne se qualifie pas pour les éliminatoires |
| 2010  | Women's Professional Soccer    | Termine 2e                        | Perd en demi-finale                       |
| 2011  | Women's Professional Soccer    | Termine 4e                        | Éliminé au premier tour                   |
| 2012  | WPSL Elite League              | Termine au 1er rang du classement | Éliminé en demi-finale                    |
| 2013  | National Women's Soccer League | Termine 5e                        | Ne se qualifie pas pour les éliminatoires |

## Anciennes joueuses
Au cours de son histoire, le club a compté de nombreuses joueuses notables dont plusieurs internationales :
- Kelly Smith
- Maren Meinert
- Angela Hucles
- Kristine Lilly
- Amy LePeilbet
- Lauren Cheney
- Stephanie Cox
- Ifeoma Dieke
- Sarah Walsh
- Laura del Rio
- Fabiana